# Apple Newton

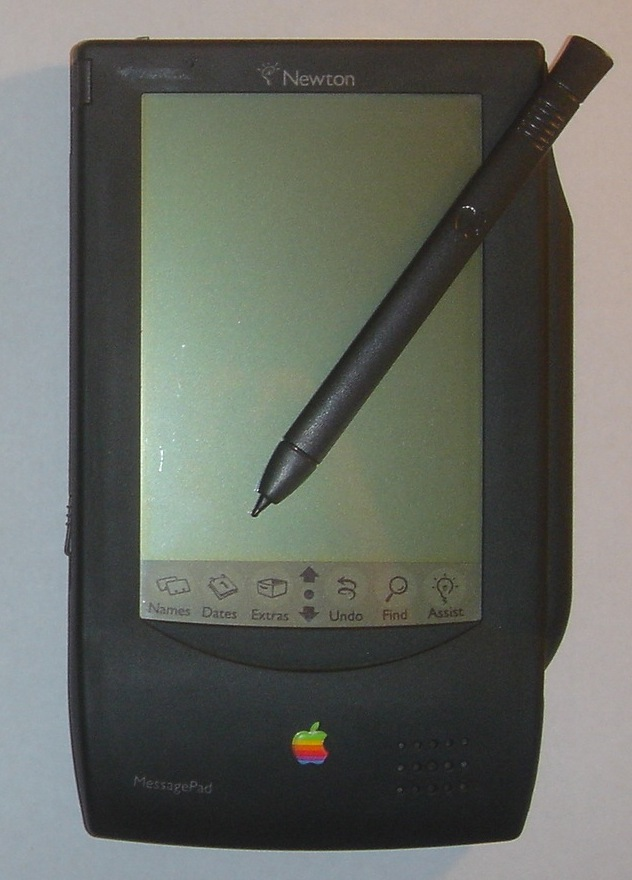
Apple Newton MessagePad 100

Apple Newton nebo jednoduše Newton je první vývojovou řadou PDA, vyrobenou firmou Apple Computer (nyní Apple Inc.) a prodávanou v letech 1993–1998.
Hardware byl vyráběn v Japonsku, nejčastěji firmou Sony, se kterou firma Apple měla již dlouhodobou spolupráci na počítačích PowerBook. Původní „Newtoni“ obsahovali procesor ARM 610 RISC a přinesli software na rozeznávání rukopisu. Oficiální název pro zařízení byl „MessagePad“, název „Newton“ byl určen pro operační systém tohoto stroje – Newton OS.
Newton používal na připojení k počítači sériový port počítačů Macintosh. Všechny modely jsou vybaveny infračerveným rozhraním a rozšiřujícím slotem pro PCMCIA kartu. To umožnilo uživatelům newtonů vytvořit ovladače na mnohá další zařízení využívající PCMCIA – ethernetovou síťovou kartu, modem, WiFi, Bluetooth a paměťové karty, jako je např. Compact Flash.
Newton používal pro napájení mikrotužkové AAA a později tužkové AA baterie. Používal paměť typu Flash, takže i v případě vybití baterií uchovával data.
Newtony se vyráběly šest let, ale nikdy nedosáhly úspěchu, který od nich Apple očekával. Příčinami byly pravděpodobně vysoká cena (prodávaly se za ceny až do tisíce dolarů) a nadměrné rozměry (nevešly se do kapsy kalhot, košile ani saka). O zastavení výroby Newtonů se zasadil Steve Jobs.